# Naven
Il rituale Naven, delle popolazioni Iatmul,  è l'oggetto di studio della monografia etnografica di Gregory Bateson, Naven, un rituale di travestimento in Nuova Guinea.

## La monografia
Naven è la prima opera dell'antropologo (e successivamente eclettico studioso di scienze sociali e cibernetica) Gregory Bateson. La prima edizione viene pubblicata nel 1936 in Inghilterra, ed è accolta con diffidenza e critiche più o meno esplicite dalla comunità antropologica, ed in primis dai due personaggi simbolo dell'antropologia inglese dell'epoca: Bronisław Malinowski ed Alfred Reginald Radcliffe-Brown. Successivamente viene riconosciuta l'importanza di alcuni degli spunti presenti in questo lavoro; in particolare alcune riflessioni metodologiche dell'autore verranno interpretate come critiche all'allora dominante paradigma funzionalista. Bateson anticipa in quest'opera una delle tematiche che diverranno centrali nell'antropologia interpretativa e postmoderna: la riflessione teorica sulla relazione tra osservatore e osservato e la costruzione dell'oggetto di studio; gran parte del libro è infatti imperniata su problematiche epistemologiche. La scelta di concentrarsi su un unico aspetto della società è un altro dei punti di divergenza dalla tradizione di studi alla quale apparteneva, che voleva che la struttura sociale complessiva spiegasse le singole parti. 

## Il rito
Il naven è un rito di travestimento collettivo con il quale gli Iatmul celebrano la prima azione di un certo rilievo compiuta da un giovane. Bateson per scelta metodologica analizza prevalentemente il rituale condotto per bambini o ragazzi maschi, sebbene vi siano naven anche per ragazze. La struttura della cerimonia non è assolutamente rigida, e varia da semplici "atteggiamenti" naven da parte dello zio materno del ragazzo (wau) a un complesso rito che coinvolge gran parte del villaggio, a seconda dell'importanza dell'azione celebrata (che può andare dalla pesca di un pesce all'uccisione di un nemico) e della situazione del villaggio. Figura centrale è comunque il wau, che si traveste da donna vestita di stracci (nel mentre viene chiamato "madre") e mette in scena uno smisurato affetto caricaturato per il nipote (laua), al quale dà cibo e dal quale riceve doni rituali. Inoltre strofina le natiche sulla gamba del laua simulando un rapporto sessuale. La sorella del padre del giovane e la moglie del fratello maggiore si travestono da uomini con le migliori vesti, e picchiano violentemente il ragazzo. Anche la sorella si traveste da maschio mentre la madre del ragazzo si denuda.

## La spiegazione di Bateson
Bateson individua inizialmente due ordini di spiegazione: strutturale e funzionale/pragmatico. 
A livello strutturale la spiegazione è data da una serie di "identificazioni" nelle categorizzazioni Iatmul: fratello e sorella, figlio e padre, in misura minore moglie e marito. Così il wau mostra fierezza e umiltà identificandosi con la propria sorella, madre del ragazzo; il giovane dona al wau identificandosi col padre, che paga il prezzo della sposa; wau e laua sono simbolicamente quindi come marito e moglie, da cui l'atteggiamento sessuale. 
L'interpretazione funzionale invece vede il naven come un meccanismo che contribuisce a mantenere la coesione della comunità. Esso infatti unisce la discendenza patrilineare del ragazzo con quella dello zio materno.
Queste due vie di spiegazione non sono per Bateson però sufficienti: il carattere drammatico ed emozionale, e la esagerazione caricaturale di ogni atteggiamento sono cruciali nel naven. I comportamenti risultano falsi e generano ilarità, si mettono in scena gli stereotipi delle figure sociali. L'autore introduce quindi il concetto di ethos, preso dall'antropologa americana Ruth Benedict. Con esso cerca di definire il comportamento che la società prescrive all'individuo durante la socializzazione del bambino; esso varia principalmente in base al genere. Nel naven quindi gli individui si immedesimano nell'ethos dell'altro sesso, con ironico disprezzo degli uomini e fiera vanità delle donne. 
Il punto cruciale della monografia è il tentativo di dare unità a questi diversi approcci interpretativi, di trovare la ragione strutturale e funzionale dell'aspetto emotivo. È nel processo di differenziazione che porta uomini e donne a definirsi per contrasto gli uni verso le altre nei rispettivi ethos che Bateson vede la possibile soluzione a questo problema, e così definisce questo processo "schismogenesi". Essa "risulta da un insieme di interazioni cumulative tra individui", e questi si formano in conseguenza "delle reazioni di certi individui alle reazioni di altri individui". Il concetto di schismogenesi diventerà fondamentale per il successivo pensiero di Bateson, e già prefigura l'interesse futuro per la cibernetica. 
In Naven vengono individuate due modalità di schismogenesi: complementare e simmetrica. La prima vede due parti che modificano il proprio comportamento in direzioni diverse e complementari, ad esempio sottomissione e dominazione, e tende a spingere i due comportamenti verso gli estremi. Quella simmetrica invece porta le due parti a competere nella stessa direzione, ad esempio la violenza in una faida, e porta ad un progressivo rafforzamento reciproco del comportamento.

## L'epilogo del 1958
Nella riedizione del 1958 Bateson inserisce un secondo epilogo dopo quello presente nell'edizione originale. In questo testo, a 20 anni di distanza, l'autore porta alcune critiche al suo lavoro e torna sul tema della schismogenesi. Definisce Naven "uno studio sulla natura della spiegazione" e lo bolla come "goffo e ingombrante". Viene rianalizzata l'impostazione della monografia alla luce della filosofia analitica (in particolare la teoria dei tipi logici contenuta nei Principia Mathematica di Bertrand Russell) e degli studi di cibernetica. Bateson affronta quindi il problema dell'esito dei processi di schismogenesi, che a rigore dovrebbero portare alla distruzione della società, mentre in realtà il cambiamento progressivo viene controbilanciato e si hanno situazioni stabili. Quindi ipotizza che i comportamenti simmetrici di rivalità e complementari di sottomissione non siano casualmente di segno opposto nel mantenere l'equilibrio tra laua e wau, ma siano una risposta adattiva alla necessità di stabilità: il laua con l'impresa compie un atto simmetrico e il wua invece di rispondere simmetricamente fa un gesto di esagerata sottomissione, una caricatura di un atto complementare. Gli individui sono stati socialmente addestrati ad attivare processi che salvino l'integrazione quando rischia di essere compromessa. 